# David Generelo Miranda
David Generelo Miranda (Badajoz, 11 d'agost de 1982) és un exfutbolista professional extremeny, que jugava com a migcampista, i actualment entrenador de futbol.
Durant la seva carrera professional, de 16 anys de durada, va jugar un total de 100 partits a La Liga, en els quals marcà 6 gols, representant el Reial Saragossa, el Gimnàstic de Tarragona i l'Elx CF (només un partit amb el club). A més a més, va jugar 145 partits, amb 9 gols, a la Segona Divisió.

## Trajectòria
Sorgeix del planter del Reial Saragossa. A la temporada 02-03, amb els aragones a Segona Divisió, hi juga 4 partits. Eixe any el Zaragoza puja a primera divisió, i al següent, hi guanya la Copa del Rei i la Supercopa. A partir d'este moment, el migcampista es consolida en el primer equip, on romandria fins al 2009, alternant tant la titularitat com la suplència a Primera i Segona Divisió. A la campanya 06-07 va ser cedit al Nàstic de Tarragona, mentre que la següent no va jugar-hi a causa d'una lesió.
L'estiu del 2009 deixa el Zaragoza i fitxa per l'Elx CF.